# Ritratto di Juan de Pareja
Il ritratto di Juan de Pareja è un dipinto realizzato dall'artista spagnolo Diego Velázquez, raffigurante il servo Juan de Pareja - anch'egli noto pittore - che apparteneva al Velázquez al momento della realizzazione della tela. Velázquez realizzò il ritratto a Roma, durante il suo secondo viaggio in Italia, nel 1650. Si tratta del più antico ritratto a noi noto avente come soggetto un uomo spagnolo di origini africane.
È stato il primo dipinto ad essere venduto per una cifra superiore al milione di sterline. All'epoca del suo acquisto nel 1970 da parte del Metropolitan Museum of Art, dove tuttora è esposto, fu considerata "una delle più importanti acquisizioni della storia del museo".

## Storia
Nel 1649, in qualità di pittore di corte di Filippo IV di Spagna, Diego Velázquez fu inviato a Roma per acquistare opere d'arte per l'alcázar di Madrid. L'artista decise di portare con sé Juan de Pareja, suo schiavo, che fu al suo servizio come assistente di bottega. Durante il suo soggiorno a Roma, Velázquez realizzò un dipinto ad olio di Juan de Pareja, poi messo in mostra come parte di un'esposizione più grande al Pantheon, il 19 marzo 1650. Stando a quanto afferma Antonio Palomino nella biografia dell'artista, il dipinto "fu ampiamente elogiato da tutti i pittori provenienti da diversi paesi, i quali affermarono che le altre immagini esposte erano arte ma soltanto questa era verità".
Velázquez dipinse il ritratto di Juan de Pareja, che era un morisco proveniente dalla città di Antequera, nella Spagna meridionale, nella sua bottega, come esercizio in preparazione per il suo ritratto di Innocenzo X. La raffigurazione del Papa, un uomo dal volto rubicondo che sarebbe stato rappresentato con indosso le vesti rosa brillante e rosso cremisi tipiche del suo ufficio, presentava delle complessità di studio sia per il colore che per la composizione. In aggiunta, considerando che si trattava di eseguire un ritratto dal vivo, Velázquez sarebbe stato costretto a lavorare in fretta, pur dovendo necessariamente cogliere l'essenza della figura di Innocenzo X. Il ritratto di Juan de Pareja rispecchia proprio l'approfondimento delle difficoltà che il Velázquez avrebbe incontrato nel ritratto papale. Per rimediare ad una tavolozza ridotta, Velázquez adottò uno stile di pennellata più vaga e sciolta, quasi impressionistica, per donare al soggetto un'intensa vitalità.
Juan de Pareja in seguito divenne artista in proprio e fu liberato dal Velázquez nel 1654.

### Provenienza e copie
La proprietà del dipinto è sconosciuta nel periodo che va dalla sua prima esposizione al Pantheon nel 1650 alla fine del XVIII secolo. Non vi è alcuna traccia dell'opera in Spagna. La prima testimonianza di appartenenza della tela è datata al 1765 e si trova in un saggio scritto da Francisco Preciado de la Vega, direttore dell'Accademia di San Luca di Roma, nel quale egli afferma che il dipinto fosse stato di proprietà del cardinale Troiano Acquaviva d'Aragona (1696-1747).
Successivamente l'opera riappare come parte della collezione dei duchi di Baranello a Napoli, nel XVIII secolo. Fu documentata la sua presenza nella collezione di William Hamilton, ambasciatore inglese presso il Regno di Napoli dal 1764 al 1798. L'inventario della sua dimora a Napoli, Palazzo Sessa, menziona "un ritratto di uno schiavo moresco del Velázquez". Hamilton trasferì il ritratto insieme ad altre sue opere d'arte a Londra per tenerle al sicuro, a bordo della nave HMS Foudroyant, nave ammiraglia di Lord Nelson, proprio quando terminò il suo incarico di ambasciatore. Hamilton tornò in Inghilterra fortemente indebitato e il ritratto fu battuto all'asta da Christie's nel 1801. Il catalogo d'asta classificò l'opera come un'opera di Velázquez, nello specifico "Ritratto di schiavo moresco, che era al suo servizio, e divenne un grande pittore". Fu venduto per 39 ghinee e le sue tracce si persero nuovamente.
In seguito risulta far parte della collezione di Jacob Pleydell-Bouverie, II conte di Radnor, presso il castello di Longford a Salisbury. Nel catalogo della collezione della famiglia Radnor, pubblicato nel 1909, si afferma che la tela fosse parte della collezione dal 1814, probabilmente acquisita nel 1811. Resta di proprietà della famiglia Radnor per oltre 150 anni fino a che non è stata venduta a Londra da Christie's il 27 novembre 1970, per la cifra record di £2.310.000 ($5.544.000 circa). Si è trattato del primo dipinto ad essere venduto per più di un milione di sterline, ponendo in essere un nuovo primato per i dipinti venduti all'asta.
Alec Wildenstein della Wildenstein & Company presentò un'offerta per il dipinto in rappresentanza del Metropolitan Museum of Art. Il ritratto fu acquisito ufficialmente da parte del museo nel 1971, principalmente grazie al Fondo Fletcher, con l'accordo che i due milioni di dollari sarebbero stati ripagati sfruttando le entrate generate dal Fondo Rogers, dal Fondo Fletcher e altri fondi "limitati all'acquisto di fondi". Theodore Rousseau, capo curatore del museo, dichiarò che il dipinto era "una delle più pregevoli opere d'arte ad essere sul mercato ai giorni nostri".
La copia di maggiore qualità e notorietà appartiene alla Hispanic Society of America di New York. Tale copia si ritiene sia stata realizzata avendo come riferimento l'originale, quando si trovava nella collezione Radnor a Salisbury. Altri ritengono che questa riproduzione sia stata realizzata dal soggetto stesso, Juan de Pareja.

### Eredità e influenza
Il ritratto ha ispirato il romanzo del 1965 Io, Juan de Pareja di Elizabeth Borton de Treviño, per il quale le fu conferita la Medaglia Newbery l'anno seguente.
Il dipinto di Velázquez fu reinterpretato da Salvador Dalí nella sua opera, datata 1960, Ritratto di Juan de Pareja, l'assistente di Velázquez, esposta al Minneapolis Institute of Art. Iba N'Diaye, artista franco-senegalese rappresentò ulteriormente il ritratto del Velázquez nel suo dipinto, portato a termine tra il 1985 ed il 1986, Juan de Pareja minacciato dai cani.
Inoltre, tema centrale dell'opera teatrale del 2012 Disgraced di Ayad Akhtar è un ritratto del protagonista, un uomo musulmano del Sud-Est asiatico, come raffigurato dalla sua moglie bianca, che riprende proprio lo stile del ritratto di Juan de Pareja.